# Diacylchloride

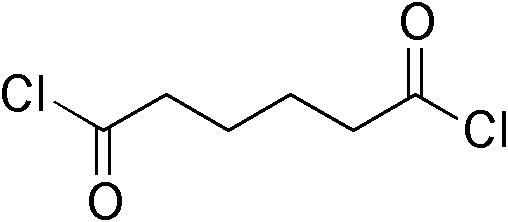
Structuurformule van adipoyldichloride, een van adipinezuur afgeleid diacylchloride.

Diacylchloriden zijn verbindingen met twee acylchloridegroepen (-COCl). 
Een acylchloride is een zeer reactieve functionele groep. Doordat een diacylchloride twee van die groepen heeft, kan het dienen als grondstof voor polycondensatiereacties, bijvoorbeeld voor het maken van polyester. 
Adipoyldichloride, afgeleid van het dicarbonzuur adipinezuur, is een veel toegepast diacylchloride, onder meer bij de synthese van nylon 6,6.